# Camila Selser
Camila Selser (1 de junio de 1985 en Nicaragua) es una actriz mexicana de televisión, cine y teatro nacida en Nicaragua. Durante toda su carrera actoral ha hecho varias películas y series. También es conocida por su papel de Irene Villaseñor en la telenovela de Televisa, Te doy la vida.

## Filmografía

### Televisión
| Año       | Proyecto                   | Personaje        |
| --------- | -------------------------- | ---------------- |
| 2021      | ¿Qué le pasa a mi familia? | Lucia Arroyo     |
| 2020      | Te doy la vida             | Irene Villaseñor |
| 2018-2019 | Señora Acero               | Sofía Gómez      |
| 2018      | Atrapada                   | Brenda Herrera   |
| 2015      | Señorita Pólvora           | Zoé Suárez       |
| 2010      | Las Aparicio               | Valeria          |
| 2007      | Mientras haya vida         | -                |
| 2005      | Corazón partido            | Amiga de Aura    |

### Series de televisión
| Año       | Nombre de la serie                 | Personaje       |
| --------- | ---------------------------------- | --------------- |
| 2023      | Madre de alquiler                  | Fernanda Huizar |
| 2020      | Laif                               | Clara           |
| 2013-2018 | Sr. Ávila                          | Ana Solares     |
| 2017      | Las 13 esposas de Wilson Fernández | Alicia          |
| 2016      | Las bodas de Malena                | Malena          |
| 2010-2012 | Soy tu fan                         | Nini            |
| 2010      | XY. La Revista                     | Andrea          |

### Cine
| Año  | Película                 | Personaje   |
| ---- | ------------------------ | ----------- |
| 2020 | Monstruosamente solo     | Susie       |
| 2019 | Días de luz              | Sofía       |
| 2018 | El ídolo                 | Julia       |
| 2018 | Inquilinos               | Judith      |
| 2017 | Me gusta, pero me asusta | María Belén |
| 2017 | Mis planes son amarte    | Aleida      |
| 2016 | Un padre no tan padre    | Carla       |
| 2016 | Los presentes            | Ana         |
| 2015 | Karma                    | Rebeca      |
| 2014 | Amor de mis amores       | Bea         |
| 2013 | Paraíso                  | Marta       |
| 2012 | En la sangre             | Nadia       |